# 沙登
史里肯邦安，普遍称为沙登，是位於馬來西亞雪蘭莪州梳邦再也东南边的一個市鎮也是一个华人新村。該鎮位於吉隆坡和布城之間，距離吉隆坡約20公里，靠近南北大道南段路線的北端终点站。沙登新村是马来西亚452个华人新村中，除位于吉隆坡的增江新村外，也是雪州42个新村中最大新村，总占地达834公倾，拥有约2千600户，人口估计为2万人。也因此，沙登的中文路牌也是州内最多的，一共有83个并多以客家方言命名，彰显该村以客家人居多。

## 名称来源
沙登之名源自一种名为沙登的树木（Pokok Serdang），又名扇叶葵。沙登是客家话的译音，早期也曾译为沙戥、沙丁，到后期定名为沙登。1974年后，沙登被政府易名为史里肯邦安（Seri Kembangan），但是居民至今还是沿用沙登新村这个名字。

## 历史
在三年零八个月的二战后，英殖民政府在1948年7月12日马来亚紧急状态时颁布紧急法令并推行毕礼斯计划，把散居在新街场、椰园、芎蕉园、沙登埠、古腰（Kuyoh）、横路、竹山拗和巴郎勿刹（Prang Besar，即布城）等地，约300个家庭的华裔聚集在老蒲种一片占地137公顷的胶园，于1952年正式组成沙戥新村。这样做的目的是为了防止华人援助马来亚共产党。
当时的新村坐落在古腰河边，村里有五十座房子，这些房子全都是由村民徒手建造的，因英国人只提供空地给村民。一万五千多名居民中，大多数以割胶、采矿、种菜和养猪为生，以赚取微薄的收入。
1960年7月31日，东姑阿都拉曼宣布结束12年45天的紧急状态。新村的围篱被拆除，而村民也不必再受严禁的管制。在1960年初期，在人口不断的增长下，原有的住宅区也不敷居住，这造成了一部分的村民把在古腰河旁及现在的和平村一带的耕种地段改建成木屋。这也是当时沙登新村最大的木屋区。这个原本的耕种地段大约有28依格，建立了660多家木屋。在70年代，居住在这个木屋区的居民一直尝试争取重建木屋，但一直得不到下文。沙登新村下有12个地区，加上木屋区一共有13个区，因治安问题而在每个地区成立了亲善委员会，每个地区都由一位区长领导。
70年代中期，马来西亚政府开始在大马计划拨款发展新村以提高村民的生活素质，并把新村纳入国家发展主流之内。沙登新村于1974年被政府改名为史里肯邦安，以配合时代的迅速发展。政府也开始推动及实行一系列发展计划如房屋发展计划，包括于1977年兴建斯里沙登 （Taman Seri Serdang）、沙登再也、沙登拉也、沙登岭、大学岭等，使村内周围原有的2600家住户增至15000千户。同时，村民逐渐从农业与采矿业改行家具业、建筑业、种植杨桃和鞋业等。
随着锡矿业在80年代没落后，沙登新村逐渐发展成中小型工业区，尤其以鞋业为主。当地的鞋业在90年代进入盛况时期，村内有约300至400家鞋厂，而近乎90%的村民是从事与鞋业相关的行业，当时也计划在附近一块30.4英亩的土地上兴建鞋城。然而该计划却因土地被变卖，全盘计划最终被取消，逾90%与鞋业相关的业者经不起打击和中国的崛起而纷纷被淘汰，如今仅剩下约30至40家鞋厂仍努力的支撑着。
华人新村于80年代初由地方议会改为“「发展暨治安委员会」（Jawatankuasa Kemajuan dan Keselamatan Kampung，JKKK），取代于1967年实行的地方政府。实行后由政党推荐人选出任委员会主席（即村长），负责替村民解决民生问题，并充当政府及村民的中间人。这个简称村委会的组织由村长为主席，一位秘书及十三位成员所组成。
80年代尾，木屋区地段被私营化机构回收，600多家的木屋也被拆除，居住在木屋的村民也被搬迁到组屋居住。
步入90年代，在政府极力将工业集中下，制造了更多的就业机会。村内开始建有不少的中小型工厂，如鞋厂、巧克力厂等，并以工业和贸易取代所有的农业活动。制鞋业也成为了沙登新村的特产之一。在90年代的沙登新村已发展成为鞋子制造中心。而沙登周围也出现了博特拉大学、马来西亚国立大学、农业研究院、马来西亚油棕研究院和多媒体超级走廊等发展计划。新村获得极大的改善，使得拥有车辆的人数日愈增加，造成主要街道面临塞车。
步入2000年，沙登从一个简陋的新村，渐渐跟上现代化的步伐，成为一座市镇。在城市附近的新村，受到城市化的催激而迅速发展，经济活动已逐渐迈向现代化，例如饮食业、服务业、汽车业、印刷业、电子科技业、旅游业及国际化企业。当地的工业活动，制造了许多就业机会，也使年轻一代没有向外流失，相反许多外地人陆续涌入，人口逐年上升，在教育水平方面也逐渐提升。

## 气候
沙登因受东部的蒂迪旺沙山脉和西部的印尼苏门答腊岛遮护，使其气候为热带雨林气候（柯本气候分类法下归类为Af级），特别是在10月至3月的东北季候季节，这里温暖且阳光充足。沙登的温度变化不大，最大值介于31和33 °C（88和91 °F）之间，并不曾超过39.3 °C（102.7 °F），而最小值介于22和23.5 °C（71.6和74.3 °F），不曾低于14.4 °C（57.9 °F）。 沙登最少降雨量也有2,600 mm（100英寸）; 6月和7月相对较干燥，但即使如此，每月的降雨量通常超过133（5.2英寸）。
| 梳邦再也 (史里肯邦安5公里外)                           | 梳邦再也 (史里肯邦安5公里外) | 梳邦再也 (史里肯邦安5公里外) | 梳邦再也 (史里肯邦安5公里外) | 梳邦再也 (史里肯邦安5公里外) | 梳邦再也 (史里肯邦安5公里外) | 梳邦再也 (史里肯邦安5公里外) | 梳邦再也 (史里肯邦安5公里外) | 梳邦再也 (史里肯邦安5公里外) | 梳邦再也 (史里肯邦安5公里外) | 梳邦再也 (史里肯邦安5公里外) | 梳邦再也 (史里肯邦安5公里外) | 梳邦再也 (史里肯邦安5公里外) | 梳邦再也 (史里肯邦安5公里外) |
| 月份                                                   | 1月                          | 2月                          | 3月                          | 4月                          | 5月                          | 6月                          | 7月                          | 8月                          | 9月                          | 10月                         | 11月                         | 12月                         | 全年                         |
| ------------------------------------------------------ | ---------------------------- | ---------------------------- | ---------------------------- | ---------------------------- | ---------------------------- | ---------------------------- | ---------------------------- | ---------------------------- | ---------------------------- | ---------------------------- | ---------------------------- | ---------------------------- | ---------------------------- |
| 历史最高温 °C（°F）                                    | 36 (97)                      | 37 (99)                      | 37 (99)                      | 36 (97)                      | 36 (97)                      | 36 (97)                      | 36 (97)                      | 36 (97)                      | 35 (95)                      | 35 (95)                      | 35 (95)                      | 35 (95)                      | 37 (99)                      |
| 平均高温 °C（°F）                                      | 32.1 (89.8)                  | 32.9 (91.2)                  | 33.2 (91.8)                  | 33.1 (91.6)                  | 32.9 (91.2)                  | 32.7 (90.9)                  | 32.3 (90.1)                  | 32.3 (90.1)                  | 32.1 (89.8)                  | 32.1 (89.8)                  | 31.6 (88.9)                  | 31.5 (88.7)                  | 32.4 (90.3)                  |
| 平均低温 °C（°F）                                      | 22.5 (72.5)                  | 22.8 (73.0)                  | 23.2 (73.8)                  | 23.7 (74.7)                  | 23.9 (75.0)                  | 23.6 (74.5)                  | 23.2 (73.8)                  | 23.1 (73.6)                  | 23.2 (73.8)                  | 23.2 (73.8)                  | 23.2 (73.8)                  | 22.9 (73.2)                  | 23.2 (73.8)                  |
| 历史最低温 °C（°F）                                    | 18 (64)                      | 20 (68)                      | 20 (68)                      | 21 (70)                      | 21 (70)                      | 20 (68)                      | 19 (66)                      | 20 (68)                      | 20 (68)                      | 21 (70)                      | 21 (70)                      | 19 (66)                      | 18 (64)                      |
| 平均降雨量 mm（）                                      | 192 (7.6)                    | 181 (7.1)                    | 251 (9.9)                    | 292 (11.5)                   | 191 (7.5)                    | 133 (5.2)                    | 136 (5.4)                    | 155 (6.1)                    | 197 (7.8)                    | 258.5 (10.18)                | 297 (11.7)                   | 246.9 (9.72)                 | 2,530.4 (99.62)              |
| 平均降雨天数（≥ 1.0 mm）                               | 11                           | 12                           | 14                           | 16                           | 13                           | 9                            | 10                           | 11                           | 13                           | 16                           | 18                           | 15                           | 158                          |
| 月均日照時數                                           | 186.0                        | 194.9                        | 207.7                        | 198.0                        | 207.7                        | 195.0                        | 201.5                        | 189.1                        | 165.0                        | 170.5                        | 153.0                        | 161.2                        | 2,229.6                      |
| 来源1：Jabatan Meteorologi Malaysia – Subang 1961–2010 |                              |                              |                              |                              |                              |                              |                              |                              |                              |                              |                              |                              |                              |
| 来源2：世界气象组织 (联合国, 1971–2000)                |                              |                              |                              |                              |                              |                              |                              |                              |                              |                              |                              |                              |                              |

## 购物中心

沙登绿水坊购物中心内部

沙登区内三间主要的购物中心为绿水坊购物中心（The Mines）、怡观园永旺购物中心和位于永旺附近的巨人霸市。此外，绿水坊购物中心所在的「绿野仙踪」（MINES Wellness City）内还有绿野国际会展中心（MIECC）、高尔夫球场、商业中心等。

### 公路
沙登位于南北大道（PLUS），新街场大道（BESRAYA）和隆芙大道的交界处。隆布大道（MEX）穿过沙登中部，并于2015年在沙登设立交通枢纽，可通过隆布大道的交通枢纽转入莎亚南大道（KESAS）和吉隆坡第二中环大道（MRR2）。沙登也是加影外环公路的起点，沿路走可抵达顺达山庄（SB Indah）、无拉港、双溪龙和加影等地。
同时，沙登也是吉隆坡的南部入口，是南马前往吉隆坡的必经之路。

### 公共交通
沙登的主要火车站为 KB05 沙登站，由马来亚铁道营运。沙登附近往北4公里也有一个轻快铁站 SP16   PY29 新街场站。布城线也在沙登周围设立6座高架车站，分别是 PY31 沙登拉也北站、 PY32 沙登拉也南站、 PY33 沙登再也站、 PY34 博特拉大学站、 PY36 怡观园站和 PY37 布特拉柏迈站。

## 教育
- 博特拉大学
- 首要大学（Perdana University）
- 大学岭国民小学（SK Taman Universiti）
- 斯里沙登国民小学（SK Seri Serdang）
- 沙登国民小学（SK Serdang）
- 顺达山庄国民小学（SK Taman Sungai Besi Indah）
- 帝沙米年花园国民小学（SK Taman Desaminium）
- 沙登新村国民型华文小学（一）校（SJK(C) Serdang Baru 1）
- 沙登新村二校（SJK(C) Serdang Baru 2）
- 沙登岭华文小学 （SJK(C) Bukit Serdang）
- 沙登埠公民华文小学（SJK(C) Kung Man）
- 沙登淡米尔小学（SJK(T) Serdang）
- 斯里沙登国民中学（SMK Seri Serdang）
- 斯里英达国民中学（SMK Seri Indah）
- 史里肯邦安国民中学（SMK Seri Kembangan）
- 帝沙米年花园国民中学
- 爱丽丝史密斯国际学校
- 澳大利亚国际学校（AISM）
- 华夏国际学校 （HXIS)
- 华夏私立中学 （HXPS）

## 政治
史里肯邦安是蒲种國會选区的一部分。同时，史里肯邦安在雪兰莪州议会中有自己的选区。现任的州议员是来自民主行动党的王诗棋。

## 主要住宅区

### 史里肯邦安
- 沙登拉也花园（Taman Serdang Raya）
- 沙登岭（Bukit Serdang）
- 沙登埠（Serdang Lama）
- 沙登柏兰岭花园（Taman Serdang Perdana）
- 沙登卫星市（斯里沙登）（Taman Seri Serdang）
- 顺达山庄（Taman Sungai Besi Indah）
- 大学岭（Taman Universiti Indah）
- 亲善花园（Taman Muhibbah）
- 桃源英达（Belembing Indah）

### 布特拉柏迈
- 哥打柏兰岭（Kota Perdana，又称国都花园）
- 布特拉柏迈
- 怡观园（Taman Equine）
- 滨吉兰布特拉花园（Taman Pinggiran Putra，又称太子新界）
- 乐斯达里柏迈花园（Taman Lestari Permai）
- 加里尔峰（Puncak Jalil）

### 无拉港
- 帝沙沙登花园（Taman Desa Serdang)